# Штойбер, Эрнст
Эрнст Штойбер (нем. Ernst Stoiber; 12 декабря 1833, Хюттендорф, ныне в составе города Мистельбах — 25 июня 1889, Тарвизио, ныне Италия) — австрийский органист, хоровой дирижёр и музыкальный педагог.
Сын Себастьяна Штойбера (1805—1889), хормейстера в Хюттендорфе. Учился у своего отца, затем в Мистельбахе у Йозефа Антона Гшпанна. С 1845 года продолжил образование в коллегиуме пиаристов в Никольсбурге и наконец в 1854 году окончил учительскую семинарию в Вене, где учился, в частности, у Фердинанда Шуберта.
С 1854 года работал в банке, одновременно исполняя обязанности органиста и регента в различных церквях Вены, в том числе в Шотландском монастыре, в конце 1850-х гг. был самым молодым церковным регентом в Вене. В 1864—1877 гг. преподавал пение, орган и гармонию в школе церковной музыки, среди его учеников Август Штурм. Одновременно с 1864 года руководил венскими хоровыми коллективами. На протяжении многих лет второй дирижёр, а в 1873—1874 гг. первый дирижёр Нижнеавстрийского певческого общества.
Автор Реквиема, месс и других хоровых сочинений, органных прелюдий, песен.